# Le Plus Grand Français de tous les temps

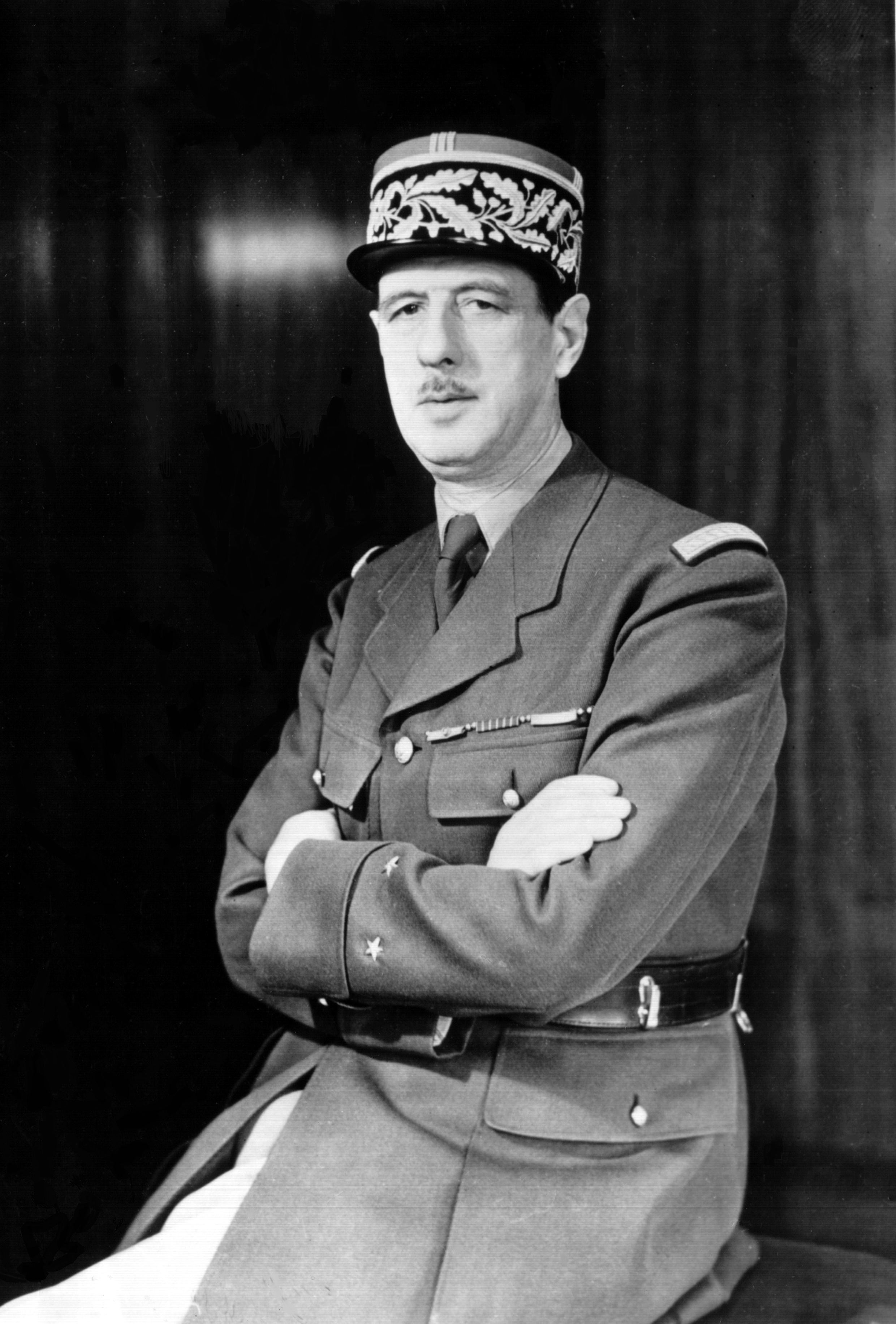
Charles de Gaulle, élu le « plus grand Français de tous les temps », selon le vote du public de l'émission.

Le Plus Grand Français de tous les temps est une émission de télévision française présentée en direct sur France 2 dans l’hémicycle du Sénat français par Michel Drucker et Thierry Ardisson et proposée par la BBC en association avec R&G Productions. Cette émission, adaptée de l'émission britannique 100 Greatest Britons, a pour but de déterminer « les cent Français les plus importants de tous les temps » selon l'opinion subjective de quelques Français contemporains. Cette émission entre dans la tendance des soirées classement-sondage lancées par la chaîne concurrente TF1 quelques semaines auparavant : « La plus belle femme du monde », « Le plus bel homme du monde ».
La première émission a eu lieu le 14 mars 2005, ensuite ont été présentés les jours suivants des documentaires sur les dix « candidats » restants, puis enfin une seconde émission a eu lieu le 4 avril 2005 pour établir le classement définitif. Les « Français de la 11e à la 100e position » sont donc déterminés par sondage réalisé par BVA en septembre 2004 auprès de 1038 Français de plus de 15 ans, alors que les « dix Français les plus importants » sont déterminés par le vote via téléphone, SMS et internet, d'une fraction des téléspectateurs de France 2 entre les deux émissions et pendant la seconde émission. Selon Médiamétrie, ces deux émissions n'étaient pas les plus regardées, devancées par les fictions policières de TF1 ces deux lundis-là.
Maurice Druon, invité de l'émission, note « une certaine confusion entre la grandeur et la célébrité » et la prépondérance des contemporains célèbres.[réf. nécessaire]
Le concept de l'émission 100 Greatest Britons a également été décliné en Allemagne (Unsere Besten, au Canada, en Finlande…).

## Liste de «cent plus grands Français» selon cette émission
Le classement de la liste proposée par les organisateurs de l'émission a été établi, pour les personnes classées entre la 11e et la 100e position, selon un sondage de notoriété du BVA, et pour les 10 premières selon le vote du public de l'émission. La liste ne comprend que dix femmes, avec deux tiers de personnalités mortes au moment de la diffusion de l'émission.
1. Charles de Gaulle
2. Louis Pasteur
3. Marie Curie
4. Coluche
5. Victor Hugo
6. Bourvil
7. Molière
8. Jacques-Yves Cousteau
9. Édith Piaf
10. Marcel Pagnol
11. Georges Brassens
12. Fernandel
13. Jean de La Fontaine
14. Jules Verne
15. Napoléon Bonaparte
16. Louis de Funès
17. Jean Gabin
18. Daniel Balavoine
19. Serge Gainsbourg
20. Zinédine Zidane
21. Charlemagne
22. Lino Ventura
23. François Mitterrand
24. Gustave Eiffel
25. Émile Zola
26. Sœur Emmanuelle
27. Jean Moulin
28. Charles Aznavour
29. Yves Montand
30. Jeanne d'Arc
31. Maréchal Leclerc
32. Voltaire
33. Johnny Hallyday
34. Antoine de Saint-Exupéry
35. Claude François
36. Christian Cabrol
37. Jean-Paul Belmondo
38. Jules Ferry
39. Louis Lumière
40. Michel Platini
41. Jacques Chirac
42. Charles Trenet
43. Georges Pompidou
44. Michel Sardou
45. Simone Signoret
46. Haroun Tazieff
47. Jacques Prévert
48. Éric Tabarly
49. Louis XIV
50. David Douillet
51. Henri Salvador
52. Jean-Jacques Goldman
53. Jean Jaurès
54. Jean Marais
55. Yannick Noah
56. Albert Camus
57. Dalida
58. Léon Zitrone
59. Nicolas Hulot
60. Simone Veil
61. Alain Delon
62. Patrick Poivre d'Arvor
63. Aimé Jacquet
64. Francis Cabrel
65. Brigitte Bardot
66. Guy de Maupassant
67. Alexandre Dumas
68. Honoré de Balzac
69. Paul Verlaine
70. Jean-Jacques Rousseau
71. Maximilien de Robespierre
72. Renaud
73. Bernard Kouchner
74. Claude Monet
75. Michel Serrault
76. Auguste Renoir
77. Michel Drucker
78. Raimu
79. Vercingétorix
80. Raymond Poulidor
81. Charles Baudelaire
82. Pierre Corneille
83. Arthur Rimbaud
84. Georges Clemenceau
85. Gilbert Bécaud
86. José Bové
87. Jean Ferrat
88. Lionel Jospin
89. Jean Cocteau
90. Luc Besson
91. Tino Rossi
92. Pierre de Coubertin
93. Jean Renoir
94. Gérard Philipe
95. Jean-Paul Sartre
96. Catherine Deneuve
97. Serge Reggiani
98. Gérard Depardieu
99. Françoise Dolto